# Tim Tetreault
Timothy James Tetreault (* 14. März 1970 in Hanover, New Hampshire) ist ein ehemaliger US-amerikanischer Nordischer Kombinierer. Er nahm an drei Olympischen Winterspielen teil und erreichte einmal das Podest im Weltcup.

## Werdegang
Tetreault, der in Norwich aufwuchs, begann in der Jugend zunächst mit dem alpinen Skirennsport, ehe er in seinem zweiten Jahr auf der High School zum Skispringen wechselte. Bei den Nordischen Junioren-Skiweltmeisterschaften 1988 in Saalfelden nahm Tetreault an den Skisprung-Wettbewerben teil, konnte allerdings sowohl im Einzel (54.) als auch im Team (14.) nur die hinteren Ränge belegen. In den folgenden Jahren wechselte er schließlich zur Nordischen Kombination. Als Student der Ingenieurwissenschaften an der University of Vermont war Tetreault für die Winter-Universiade startberechtigt, bei der er 1991 in Sapporo den siebten Platz belegte. Zum Saisonauftakt 1991/92 debütierte er in Štrbské Pleso im Weltcup, verpasste allerdings die Punkteränge. Diese erreichte er wenige Wochen später als Fünfzehnter beim Gundersen Einzel in Breitenwang zum ersten Mal. Wiederum eine Woche später lief der 21-jährige US-Amerikaner als Neunter in Murau erstmals unter die besten Zehn. Im Februar war er daher Teil der US-amerikanischen Delegation bei den Olympischen Winterspielen 1992 in Albertville. Im Einzel von der Normalschanze und über 15 Kilometer konnte er an seine starken Weltcup-Leistungen aus dem Frühjahr jedoch nicht anknüpfen und belegte abgeschlagen Rang 40. Gemeinsam mit Joe Holland und Ryan Heckman wurde er zudem im 3×10 km-Staffelwettbewerb Achter. Den Winter schloss er auf dem 20. Platz in der Weltcup-Gesamtwertung ab.
Nach einem durchwachsenen Winter 1992/93 lief auch die darauffolgende Saison wenig zufriedenstellend. Obwohl Tetreault nur im zweitklassigen Continental Cup Punkte gewinnen konnte, wurde er erneut für die Olympischen Winterspiele nominiert, die 1994 in Lillehammer stattfanden. Während er im Gundersen Einzel den 30. Platz belegte, wurde er im Teamwettbewerb nicht eingesetzt. Auch zu Beginn der Saison 1994/95 trat er zunächst im B-Weltcup an und konnte dabei am 15. Januar 1995 in Breitenwang seinen ersten Sieg feiern. Daraufhin war er wieder Teil des Weltcup-Teams. Bei den nordischen Skiweltmeisterschaften 1995 in Thunder Bay ging er nach einem passablen Sprungdurchgang auf der Loipe nicht an den Start, sodass er im Einzel keine Platzierung erhielt. Wenige Tage später belegte er gemeinsam mit Todd Lodwick, Ryan Heckman und Dave Jarrett den vierten Platz im Team. Seine beste Saison absolvierte Tetreault im Winter 1996/97, als er bereits zum Saisonbeginn als Vierter in Rovaniemi das Podest nur knapp verpasste, dieses dann aber am 8. März als Dritter in Lahti doch erreichte. In der Gesamtweltcupwertung belegte er den dreizehnten Rang. Darüber hinaus erzielte er bei den nordischen Skiweltmeisterschaften 1997 in Trondheim mit dem 25. Platz im Gundersen-Wettkampf sein bestes Einzelergebnis bei internationalen Großereignissen. In der folgenden Saison erreichte Tetreault zwar regelmäßig die Punkteränge, schnitt meist aber schwächer ab als im Vorjahr. Sene letzte Platzierung unter den besten Zehn erreichte er als Siebter am 3. Januar 1998 in Schonach. Bei den Olympischen Winterspielen 1998 im japanischen Nagano belegte er Rang 36 im Einzel sowie den zehnten Platz im Team. Nach der Saison beendete er seine Karriere.
Auf nationaler Ebene gewann Tetreault dreimal den Paul-Nash-Laymon-Preis (1992, 1993 und 1997), der an den jeweiligen Sieger der nationalen Meisterschaft vergeben wird.

## Statistik

### Platzierungen bei Olympischen Winterspielen
| Jahr und Ort     | Wettbewerb   | Wettbewerb | Wettbewerb |
| Jahr und Ort     | Gundersen NS | Team       |            |
| ---------------- | ------------ | ---------- | ---------- |
| 1992 Albertville | 40.          | 08.        |            |
| 1994 Lillehammer | 30.          | –          |            |
| 1998 Nagano      | 36.          | 10.        |            |

### Platzierungen bei Weltmeisterschaften
| Jahr und Ort     | Wettbewerb   | Wettbewerb | Wettbewerb |
| Jahr und Ort     | Gundersen NS | Team       |            |
| ---------------- | ------------ | ---------- | ---------- |
| 1995 Thunder Bay | DNF          | 04.        |            |
| 1997 Trondheim   | 25.          | 06.        |            |

### Weltcup-Platzierungen
| Saison  | Platz | Punkte |
| ------- | ----- | ------ |
| 1991/92 | 20.   | 015    |
| 1994/95 | 36.   | 169    |
| 1995/96 | 27.   | 346    |
| 1996/97 | 13.   | 479    |
| 1997/98 | 30.   | 277    |

### B-Weltcup-Platzierungen
| Saison  | Platz | Punkte |
| ------- | ----- | ------ |
| 1993/94 | 29.   | 015    |
| 1998/99 | 31.   | 064    |